# Lucone di Polpenazze
Il Lucone di Polpenazze del Garda è uno dei più conservati tra i bacini che costellano l'anfiteatro morenico del lago di Garda. Si tratta di un'ampia conca, ora in gran parte bonificata, un tempo occupata da un piccolo specchio d'acqua. Le caratteristiche ambientali segnalano l'area come una preziosa oasi ecologica, mentre la grande abbondanza di ritrovamenti archeologici e la qualità dei dati paleoambientali fanno di questa località un sito di fondamentale importanza per lo studio della Preistoria nell'Italia settentrionale. Proprio per preservare questo sito per le generazioni future, nel giugno 2011 il Lucone è stato inserito nella lista del Patrimonio dell'umanità dell'Unesco nell'ambito del sito seriale transnazionale “Siti palafitticoli preistorici dell'arco alpino”. I reperti archeologici ritrovati al Lucone sono conservati presso il civico Museo archeologico della Valle Sabbia a Gavardo. Il Museo conduce con concessione ministeriale diretta le campagne di scavo archeologico presso il sito.

## Il sito Patrimonio dell'Umanità
Il sito seriale transnazionale Siti palafitticoli preistorici dell’arco alpino è entrato a far parte della Lista del Patrimonio Mondiale dell'Unesco nel giugno 2011. 
Si tratta di un sito complesso, che comprende ben 111 siti e coinvolge, oltre all'Italia, la Svizzera (che ha promosso la candidatura), la Francia, la Germania, l'Austria e la
Slovenia. 
L'arco di tempo coperto va dal Neolitico all'età del Ferro (5000-500 a.C.). Del sito fanno parte 19 abitati palafitticoli italiani, dei quali 10 si trovano in Lombardia.

## Gli scavi archeologici dal 1965 a oggi

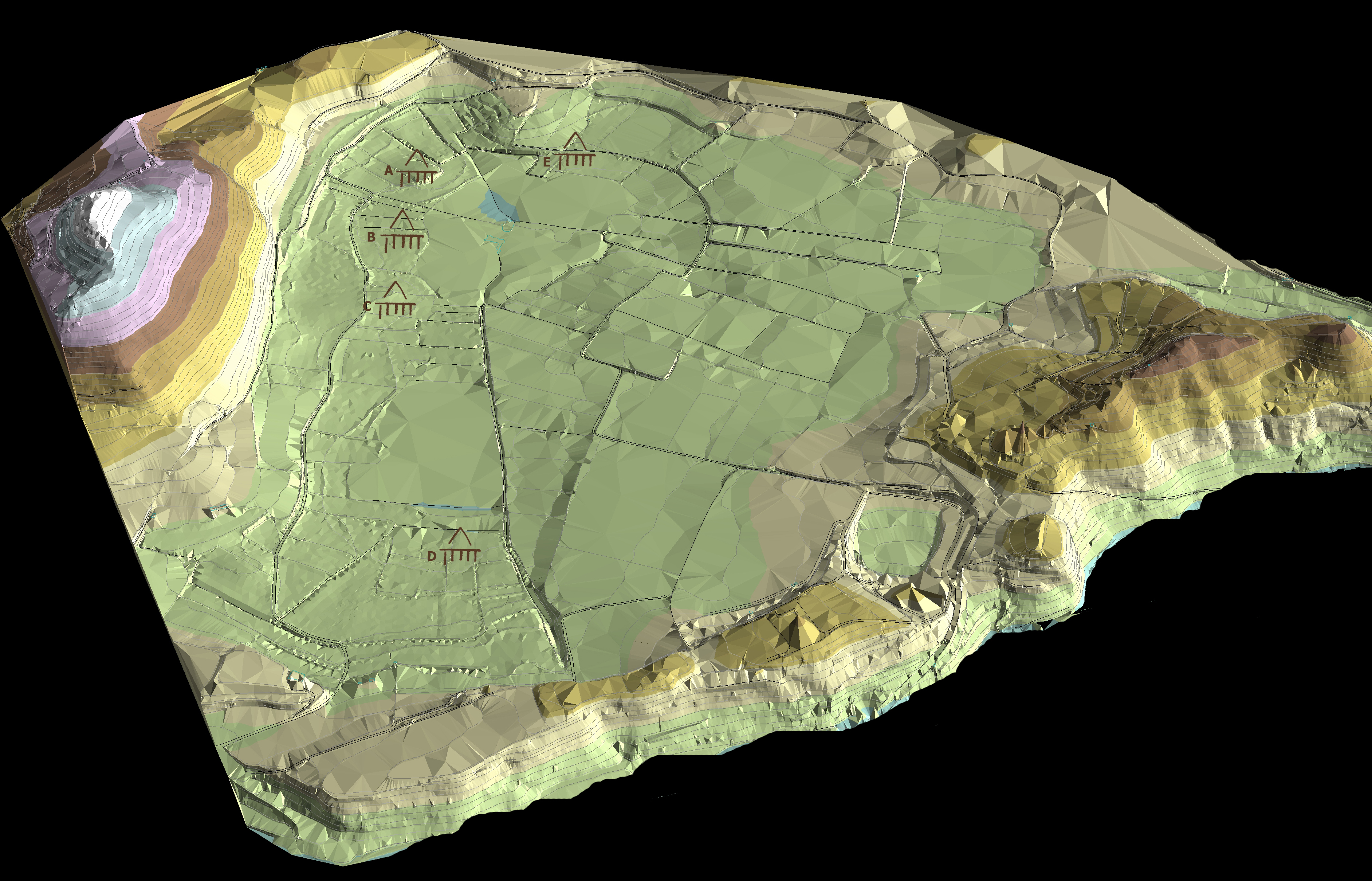
Cartografia in 3D con evidenziati i siti palafitticoli individuati nel bacino del Lucone

I primi rinvenimenti presso il Lucone avvennero a seguito della bonifica parziale, eseguita nel corso del XVI secolo con la costruzione di un canale scolmatore scavato attraverso il cordone morenico a lago. Il bacino appariva a quel tempo “a forma d'un pario d'ochiali, et che ora è sugato un occhio solo, et anco quella distanza che è fra li dui occhij dell'ochiale, e di più all'altro occhio è sugato ancora assai tereno…”. La mancata estrazione della torba durante il periodo infrabellico novecentesco, che afflisse molti bacini consimili, determinò la fortuna della sua conservazione quasi integrale.
Lo scavo dello scolmatore fu un'opera d'ingegneria idraulica ardita per quei tempi, che fece meritare agli abitanti di Polpenazze l'appellativo di foramùcc (fora monti). 
Nel XX secolo l'interesse per le ricerche preistoriche presso il Lucone si risveglia dopo la parentesi bellica, verso gli anni '50-'60, per iniziativa della maestra Isa Marchiori, che riesce a sollecitare l'interesse scientifico dell'ambiente di ricerca universitaria milanese e della competente Soprintendenza archeologica della Lombardia.
Nel 1965, con l'autorizzazione della Soprintendenza, il Gruppo Grotte di Gavardo, guidato dal maestro Piero Simoni, inizia le ricerche presso il più esteso degli insediamenti palafitticoli individuati al Lucone, ricerche che culminano col ritrovamento della famosa piroga in legno di quercia, immortalata dalla copertina illustrata della Domenica del Corriere del 5 settembre dello stesso anno. Comincia così un entusiasmante e fruttuoso periodo di indagini archeologiche che contribuiranno a consacrare il sito come uno dei più importanti della preistoria della zona prealpina.
Nel frattempo le periodiche raccolte di superficie hanno portato alla definizione di almeno cinque aree di affioramento dei materiali, probabilmente pertinenti a differenti abitati (A, B, C, D, E), tutte con almeno una fase insediativa in comune nel corso del Bronzo Antico.
Lo sviluppo insediativo dell'età del Bronzo è però preceduto da testimonianze di frequentazione umana risalenti al periodo Neolitico, verso la fine del IV millennio, quando un gruppo portatore di elementi misti della Cultura dei Vasi a Bocca Quadrata nella sua fase più recente e della Cultura della Lagozza occupa un punto ben preciso della conca (Lucone C), lasciandovi esigue ma significative attestazioni della propria cultura materiale.
Si tratta di utensili in selce di provenienza prevalentemente veronese (Monti Lessini) e di ossidiana importata da lontano (Sardegna), di frammenti di vasi e di alcuni oggetti tipici di questa cultura quali le pintaderas o tavolette in terracotta interamente decorate a motivi geometrici, che servivano probabilmente come “timbri” per decorare il corpo o le vesti.
L'insediamento indagato dal 1965 al 1971 è ora chiamato Lucone A. Si tratta di un grande villaggio fondato agli inizi dell'Antica età del Bronzo(XXI-XVII sec. a.C.) e abbandonato verso la fine della Media età del Bronzo(XIV sec. a.C.). Di questa prima stagione di scavi si possono ammirare i ricchissimi materiali presso il Museo archeologico della Valle Sabbia di Gavardo.

## Il Lucone D

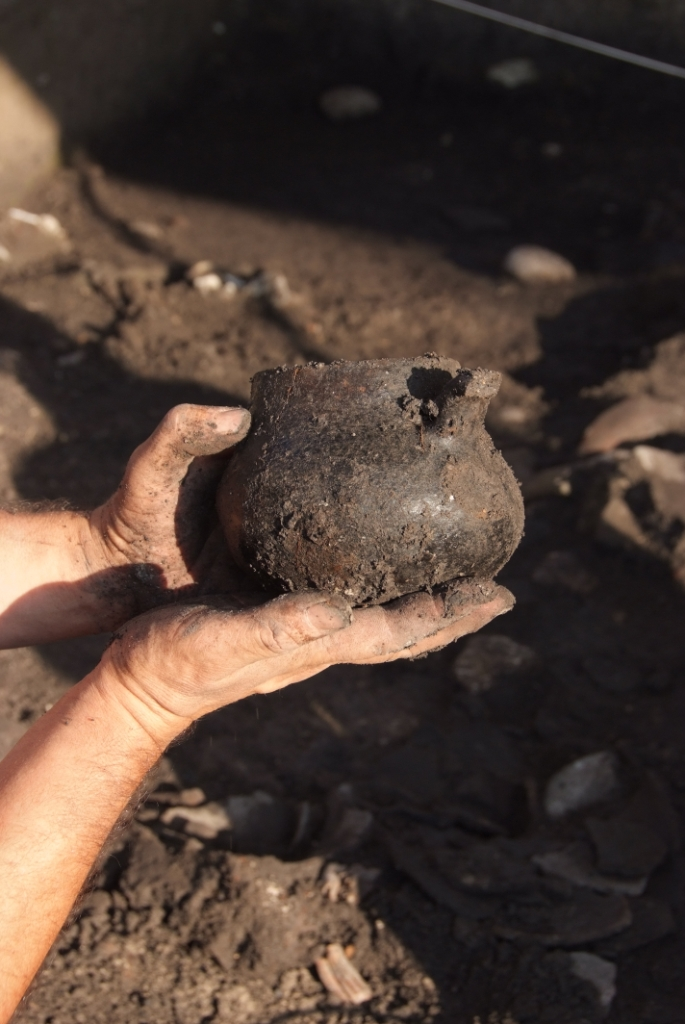
Esempio di vaso raccolto durante una delle campagne di scavo presso Lucone D

Le nuove ricerche che il Museo archeologico della Valle Sabbia ha intrapreso a partire dal 2007, in concessione ministeriale e con il sostegno finanziario di Regione Lombardia e dei comuni di Gavardo e di Polpenazze del Garda, hanno tralasciato al momento il sito più grande (Lucone A) per concentrarsi sul Lucone D, un sito più piccolo, identificato nel 1986 da Gabriele Bocchio, che vi fece, su incarico della Soprintendenza, un piccolo saggio esplorativo.
Si è scelto di scavare un sito meno complesso di Lucone A per avere la possibilità di indagarne un'ampia porzione nel tentativo di ricostruire le caratteristiche
dell'abitato, di definire la forma e l'ampiezza delle case e le dinamiche di fondazione, sviluppo e infine di abbandono. Da quello che finora conosciamo, la storia del Lucone D
inizia un giorno del 2034 a.C. quando un gruppo di uomini sceglie di abbattere querce centenarie per costruire un nuovo villaggio. Da ogni tronco vengono ricavati anche più pali di notevole lunghezza, i quali vengono infissi nei limi lacustri per sorreggere gli impalcati lignei delle case, costruite direttamente sull'acqua.
Il villaggio in seguito si sviluppa e in mezzo ai pali di sostegno delle case inizia a formarsi un deposito prodotto dai materiali che cadono o vengono buttati dagli impalcati: si formano i livelli ricchi di elementi vegetali e di materiali organici che caratterizzano la parte più bassa della stratigrafia. In questi strati la forte umidità ha preservato dal tempo molti materiali deperibili: strumenti agricoli in legno, tessuti in fibra di lino, frutti e semi.
A un certo punto, in un momento che non siamo ancora in grado di datare con precisione, il villaggio prende fuoco. L'incendio fu molto intenso e devastante e gran parte delle strutture abitative crollò nell'acqua. Ciò è evidenziato dalle numerose assi e travi che formavano l'alzato rinvenute semicarbonizzate, poiché una volta incendiatesi erano cadute nell'acqua, spegnendosi. Dovette essere anche un evento improvviso, poiché nel livello nerastro, composto in gran parte da frustoli di carbone, sono presenti numerosi vasi, a volte rinvenuti ancora con il proprio contenuto, che mostrano evidenti segni di una forte esposizione al fuoco: molti non riuscirono a portare in salvo le proprie provviste per l'inverno e tutto andò perduto. Bisogna proprio ammettere, con un certo senso di colpa, che quella che per un'antica comunità rappresentò una disgrazia costituisce un'importante occasione per l'archeologo. L'incendio ha infatti non solo tostato vari resti vegetali, tra cui numerose spighe di cereale, ma ha
letteralmente cotto parti delle case, che solitamente non si conservano perché sono di argilla essiccata al sole. Abbiamo così vari frammenti di intonaco, di pavimenti, di piani di focolare e i resti di almeno tre strutture a tronco di cono che per ora interpretiamo come silos per sementi.
Tra gli elementi di legno semicarbonizzati crollati per l'incendio vi sono inoltre molti elementi strutturali appartenenti all'alzato delle case e al tetto, come il celebre elemento di solaio rinvenuto nel 1986. Passato un certo tempo dalla tragedia, il popolo del Lucone decide di rifondare un nuovo villaggio e in questo momento si colloca un episodio veramente commovente: forse come rito di fondazione per augurare maggior fortuna a questo nuovo insediamento viene posto sul fondo del lago il cranio di un bambino di tre/quattro anni, trovato coperto da cortecce probabilmente appartenenti ai nuovi pali messi allora in cantiere.

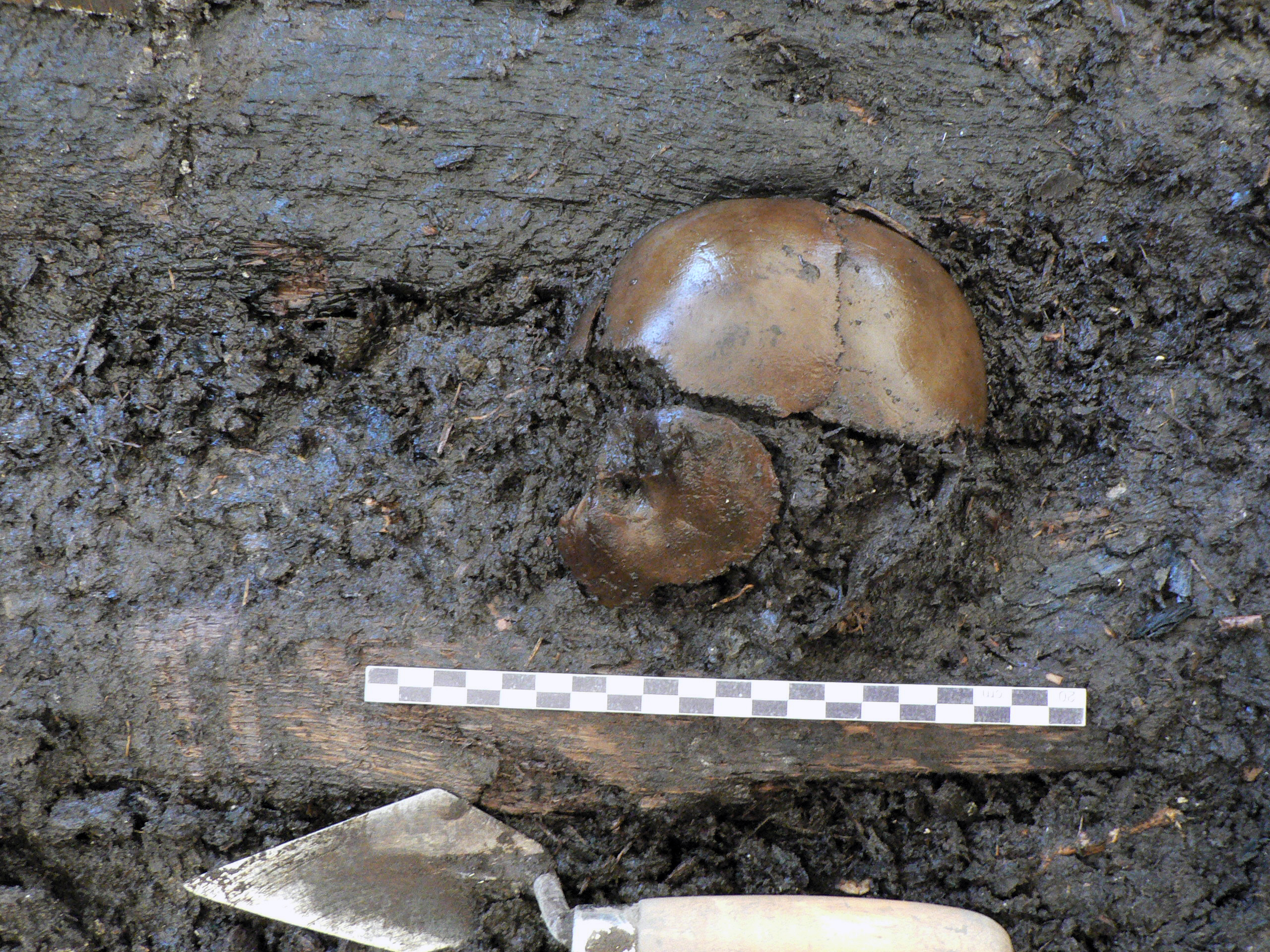
Lucone D.Il cranio in situ

Dal punto di vista cronologico l'individuazione di oltre una decina di episodi di abbattimento di alberi dopo quello del 2034 a.C. ha reso complesso lo studio delle fasi di vita di questo insediamento e in particolare al momento non è ancora stato possibile identificare la fase costruttiva da mettere in relazione con la ricostruzione che ha seguito l'incendio, ma sappiamo comunque che l'ultimo abbattimento è databile al 1969 a.C.
Questo nuovo villaggio ha avuto sicuramente una vita più lunga e prospera del precedente, almeno a giudicare dal maggior spessore e dalla particolare ricchezza dei depositi che
si sono formati alla base della palificata. La stratigrafia, in maniera ancora più caratterizzante, è dominata da grandi cumuli di scarico costituiti da più strati, ricchi di frammenti ceramici e reperti di ogni tipo, nonché da resti di rifacimenti edilizi e da abbondanti rifiuti di origine organica. Successivamente tutta l'area appare sigillata da
uno strato di colore biancastro di origine carbonatica: il lago ha avuto un probabile aumento di livello dell'acqua e la zona non è stata più abitata.

## Tipi di reperti ritrovati
Dai livelli delle varie fasi del sito proviene una quantità impressionante di frammenti ceramici, se non di vasi interi, appartenenti a varie tipologie: si va dai recipienti da mensa per mangiare e bere (tazze, ciotole e boccali) o per servire e conservare bevande (anfore) a quelli per cucinare (scodelle e vasi troncoconici) fino ai grandi vasi per conservare derrate alimentari di vario tipo (orci e dolii). Sono inoltre testimoniati strumenti per la filatura e la tessitura (fusaiole in terracotta e pesi da telaio in gran parte in argilla cruda),nonché un'interessante collezione di frammenti di tessuto di lino.

## Galleria d'immagini

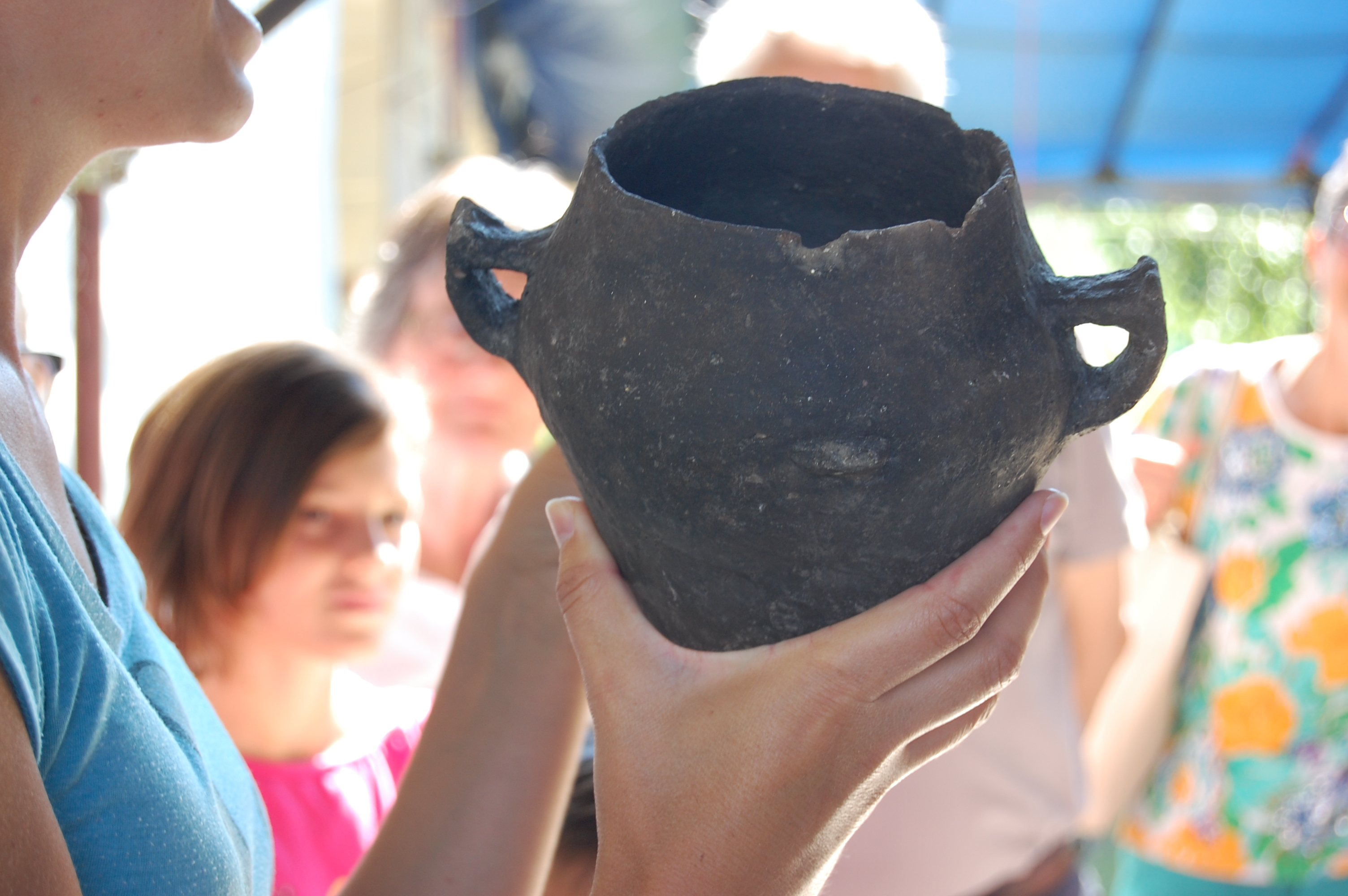
Durante le attività di scavo si svolgono visite guidate e laboratori didattici
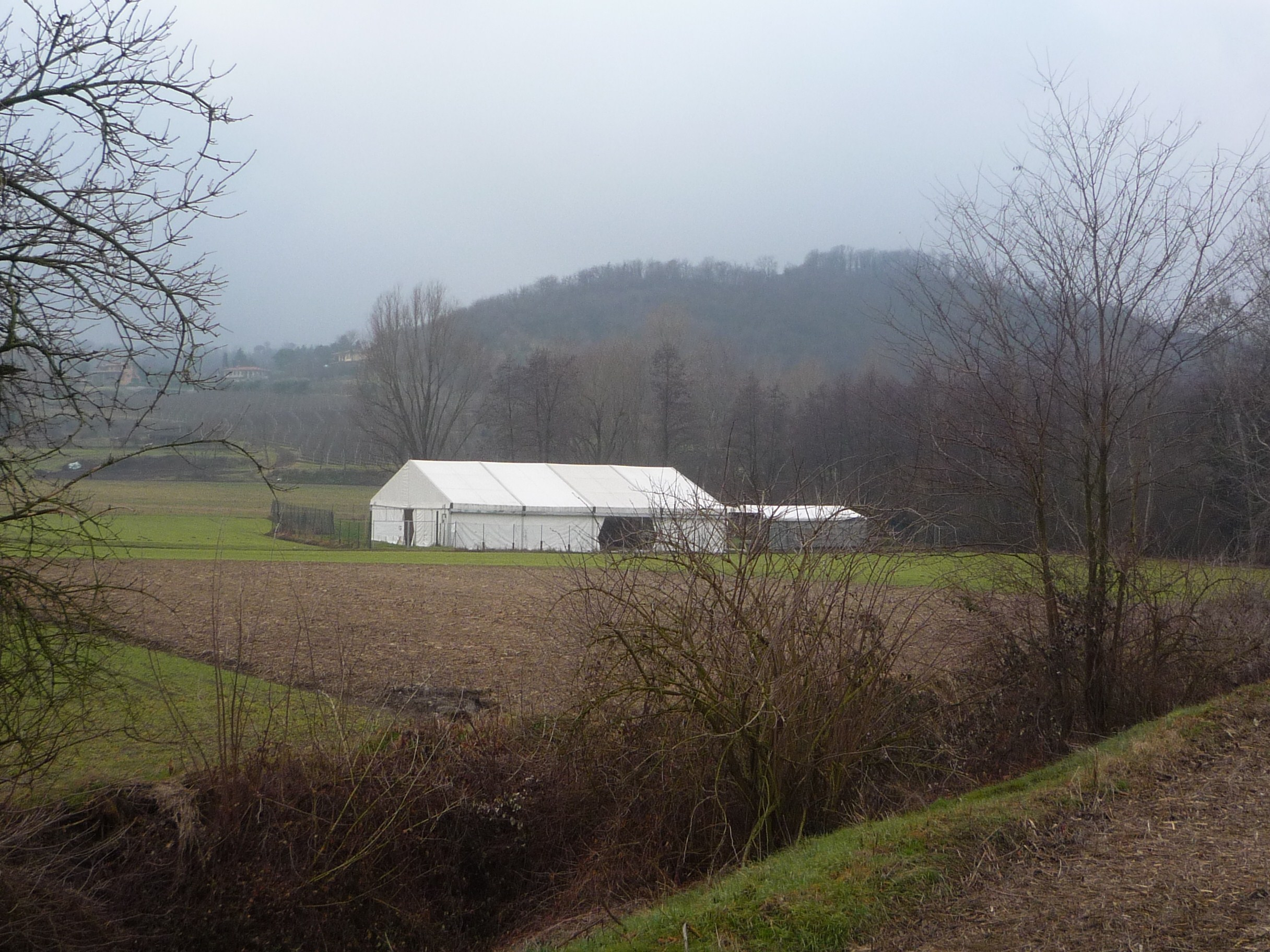
La "tensostruttura" che protegge gli scavi del Lago Lucone
Domenica 22 agosto 1965, la piroga di 4000 anni fa